# 지류시
지류시(일본어: 知立市)는 일본 아이치현 중앙부에 있는 미카와 지방의 시이다.
옛날부터 교통의 요충지로 번창하였고 가마쿠라 시대에 정비된 가마쿠라 가도나 에도 시대 도카이도의 자취를 시내에서 볼 수 있다. 명산품은 안마키 과자이다.

## 지리
미카와 지방의 시 중에서는 다카하마시에 이어 면적이 작지만 인구 밀도는 높다. 나고야시에서 25km 이내에 위치하는 도시이다. 지형은 평탄하며 북부에 아이즈마강, 남부에 사루와타리강이 흐른다.

## 인접하는 자치체
가리야시, 도요타시, 안조시

## 역사
에도 시대에는 도카이도의 39번째 역참 마을인 지류주쿠로 번영했고 말 시장으로 유명했다. 이 시대에 옛 지류촌 및 옛 야바세촌에 해당하는 지역은 가리야번령, 나머지는 무쓰국 후쿠시마번(이후 시게하라번)령이었다.
1970년 12월 1일에 헤키카이군 지류정이 시로 승격해 지류시가 되었다(동시에 헤키카이군이 소멸).

## 교통

### 철도
- 나고야 철도
  - 나고야 본선
  - 미카와선

### 도로
- 국도 제1호선
- 국도 제23호선
- 국도 제155호선
- 국도 제419호선

## 인구
| 연도 | 인구   | ±%      |
| ---- | ------ | ------- |
| 1940 | 12,253 | —       |
| 1950 | 17,220 | +40.5%  |
| 1960 | 20,542 | +19.3%  |
| 1970 | 41,895 | +103.9% |
| 1980 | 49,432 | +18.0%  |
| 1990 | 54,059 | +9.4%   |
| 2000 | 62,587 | +15.8%  |
| 2010 | 68,392 | +9.3%   |